# Сэссё-сэки
Сэссё-сэки (яп. 殺生石 сэссё: сэки), или «Камень-убийца» — объект из японской мифологии. По преданию камень убивает любого, кто соприкасается с ним, считаясь превращённой Тамамо-но маэ, которая носила обличье красивой женщины, а истинным её обликом был образ белой девятихвостой лисицы-кицунэ, которая в сговоре со злым даймё пыталась извести японского императора Коноэ и занять его трон. Как сказано в «Отогидзоси», девятихвостая лиса была убита прославленным лучником Миура-но Сукэ, а её тело стало Сэссё-сэки.

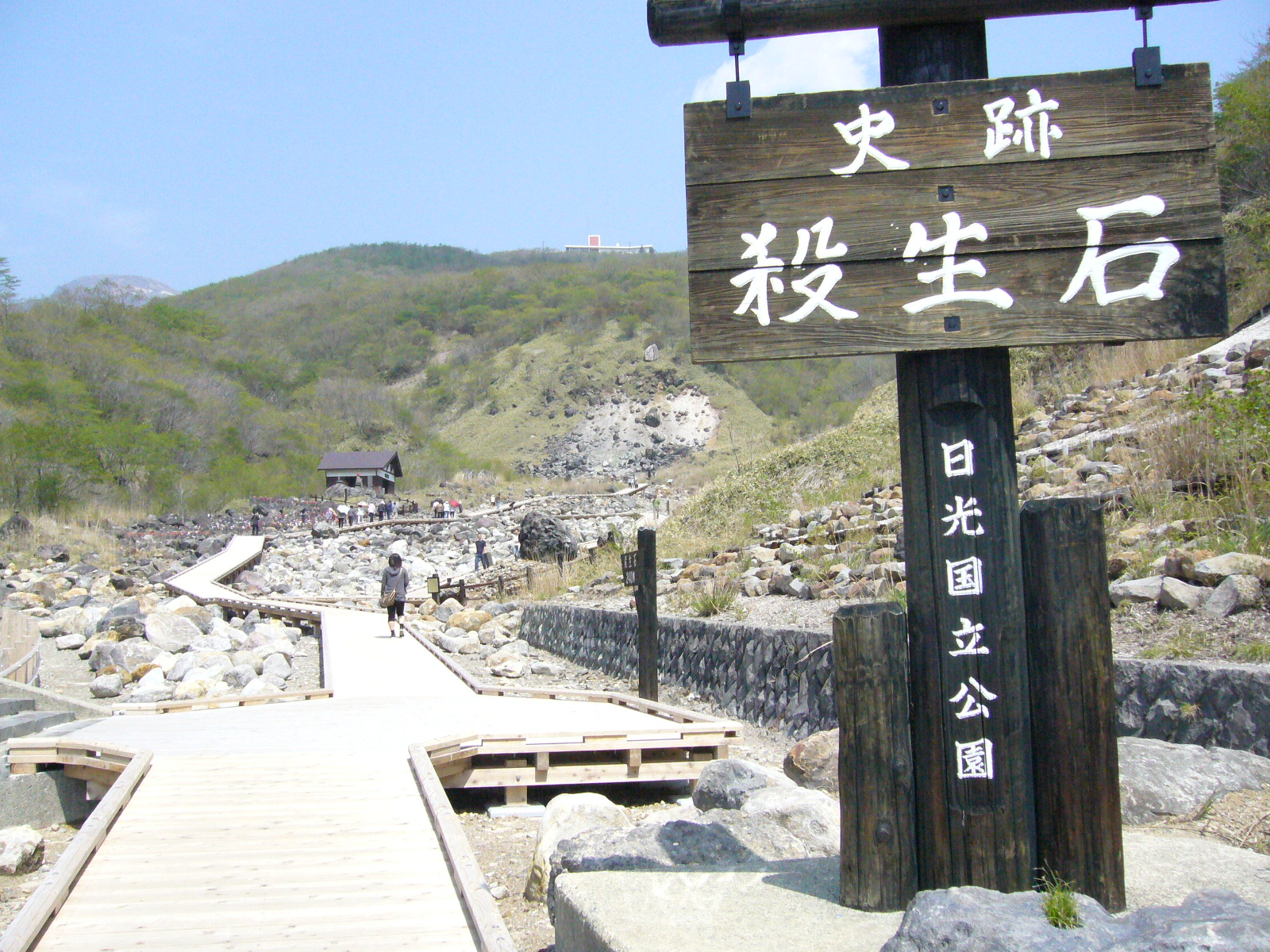
Табличка у камня Сэссё-сэки в Насу

Сэссё-сэки, согласно легенде, до XV века был посещаем духом Тамамо-но маэ, называемом Ходзи, пока буддийский священник Гэнно не остановился возле камня для отдыха, и не подвергся угрозам Ходзи. Тогда Гэнно выполнил определённые религиозные ритуалы, прося духа поразмыслить о своём духовном спасении. Дух Ходзи смягчился и поклялся никогда больше не появляться у камня.
В книге Мацуо Басё «Оку-но Хосомити», («Узкая дорога на дальний Север»), автор рассказывает о посещении камня-убийцы в посёлке Насу, находящемся в современной префектуре Тотиги. Сегодня эта область, расположенная в вулканических горах, известна своими серными горячими источниками, испарения которых губят пролетающих бабочек и пчёл, напоминая о существовавшем здесь мифе о камне-убийце.
В марте 2022 года камень распался на две части.